# Aleksandr Sobolev
Aleksandr Sobolev (en ruso: Александр Сергеевич Соболев; Barnaul, 7 de marzo de 1997) es un futbolista ruso que juega en la demarcación de delantero para el Zenit de San Petersburgo de la Liga Premier de Rusia.

## Selección nacional
Tras jugar con la selección de fútbol sub-21 de Rusia, finalmente hizo su debut con la selección de fútbol de Rusia el 8 de octubre de 2020 en un partido amistoso contra Suecia que finalizó con un resultado de 1-2 a favor del combinado sueco tras el gol del propio Aleksandr Sobolev para Rusia, y de Alexander Isak y Mattias Johansson para Suecia.

### Goles internacionales
| # | Fecha                    | Estadio                                     | Oponente   | Gol | Resultado | Competición                           |
| - | ------------------------ | ------------------------------------------- | ---------- | --- | --------- | ------------------------------------- |
| 1 | 8 de octubre de 2020     | Arena CSKA, Moscú, Rusia                    | Suecia     | 1–2 | 1–2       | Amistoso                              |
| 2 | 24 de marzo de 2021      | Estadio Nacional Ta' Qali, Ta' Qali, Malta  | Malta      | 1-3 | 1-3       | Clasificación para el Mundial de 2022 |
| 3 | 5 de junio de 2021       | VTB Arena, Moscú, Rusia                     | Bulgaria   | 1-0 | 1-0       | Amistoso                              |
| 4 | 24 de septiembre de 2022 | Estadio Dolen Omurzakov, Biskek, Kirguistán | Kirguistán | 1-1 | 1–2       | Amistoso                              |
| 5 | 16 de octubre de 2023    | Mardan Sports Complex, Aksu, Turquía        | Kenia      | 0-1 | 2–2       | Amistoso                              |
| 6 | 20 de noviembre de 2023  | Volgogrado Arena, Volgogrado, Rusia         | Cuba       | 5-0 | 8-0       | Amistoso                              |

## Clubes
| Club                           | País  | Año       | Partidos | Goles |
| ------------------------------ | ----- | --------- | -------- | ----- |
| F. C. Tom Tomsk                | Rusia | 2016-2017 | 42       | 13    |
| P. F. C. Krylia Sovetov Samara | Rusia | 2018-2019 | 26       | 11    |
| F. C. Krasnoyarsk (cedido)     | Rusia | 2019      | 10       | 3     |
| P. F. C. Krylia Sovetov Samara | Rusia | 2019-2020 | 19       | 10    |
| F. C. Spartak de Moscú         | Rusia | 2020-2024 | 140      | 58    |
| Zenit de San Petersburgo       | Rusia | 2024-     | 31       | 7     |

## Palmarés

### Títulos nacionales
| Título        | Club                   | País  | Año  |
| ------------- | ---------------------- | ----- | ---- |
| Copa de Rusia | F. C. Spartak de Moscú | Rusia | 2022 |